# The Mystery of 13

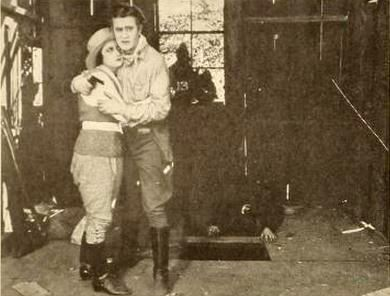
Cena do seriado, com Francis Ford ao lado de Rosemary Theby.

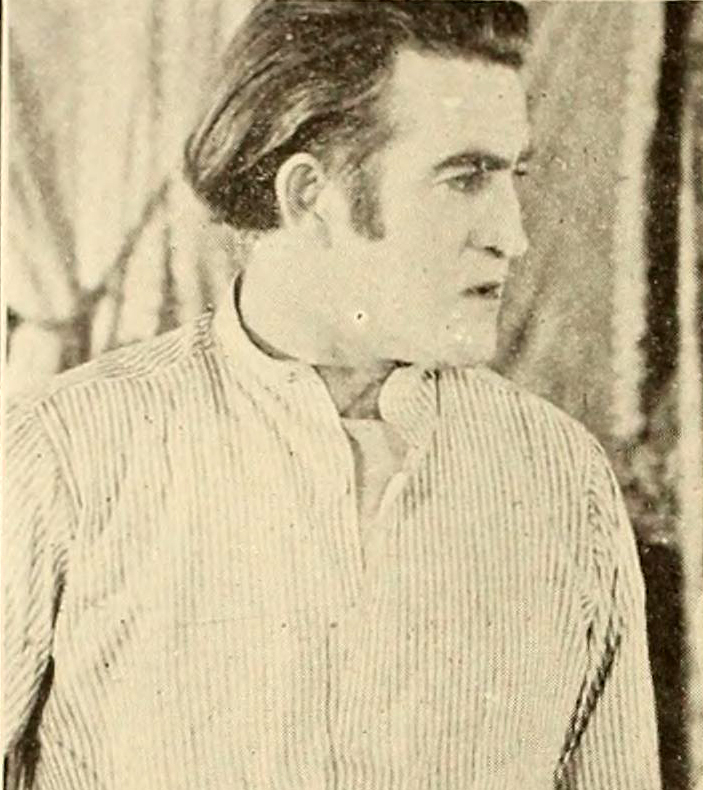
Francis Ford, ator e diretor do seriado.

The Mystery of 13 é um seriado estadunidense de 1919, no gênero drama e ação, dirigido por Francis Ford, em 15 capítulos. Foi estrelado por Francis Ford e Rosemary Theby e produzido pela Burston Films Inc, estreando em agosto de
1919.

## Elenco
- Francis Ford - Phil Kelly / Jim Kelly
- Rosemary Theby - Marian Green
- Peter Gerald - Hugo Madiz (as Pete Gerald)
- Mark Fenton - John Green
- Ruth Maurice - Mary Hardon
- Dorris Dare - Rose
- Nigel De Brulier - Raoul Ferrar
- Elsie Van Name - Edith
- Olive Valerie - Ralph (creditada Valeria Olivo)
- Philip Ford - Butts (creditado Phil Ford)
- Jack Saville
- Jack Lawton
- V. Orilo

## Capítulos
1. Bitter Bondage
2. Lights Out
3. The Submarine Gardens
4. The Lone Rider
5. Blown to Atoms
6. Single Handed
7. Fire and Water
8. Pirate Loot
9. The Phantom House
10. The Raid
11. Bare Handed
12. The Death Ride
13. Brother Against Brother
14. The Man Hunt
15. The 13th Card